# 馬科萊
馬科萊（斯洛維尼亞語： 發音：[ˈmaːkɔlɛ]），是斯洛維尼亞東北部馬科萊市鎮的聚居地及行政中心。它位於德拉維尼亞河谷地。當地是下施蒂里亞傳統地區的一部分。它在可追溯到1375年的書面文件中首次被提及，並被授予市場權利。

## 教堂
當地的堂區教堂是獻給聖安德魯，屬於天主教馬里博爾總教區。它是一座哥德式建築，最早於1441年被提及。在18世紀，它被重新設計為巴洛克風格。

## 照片集

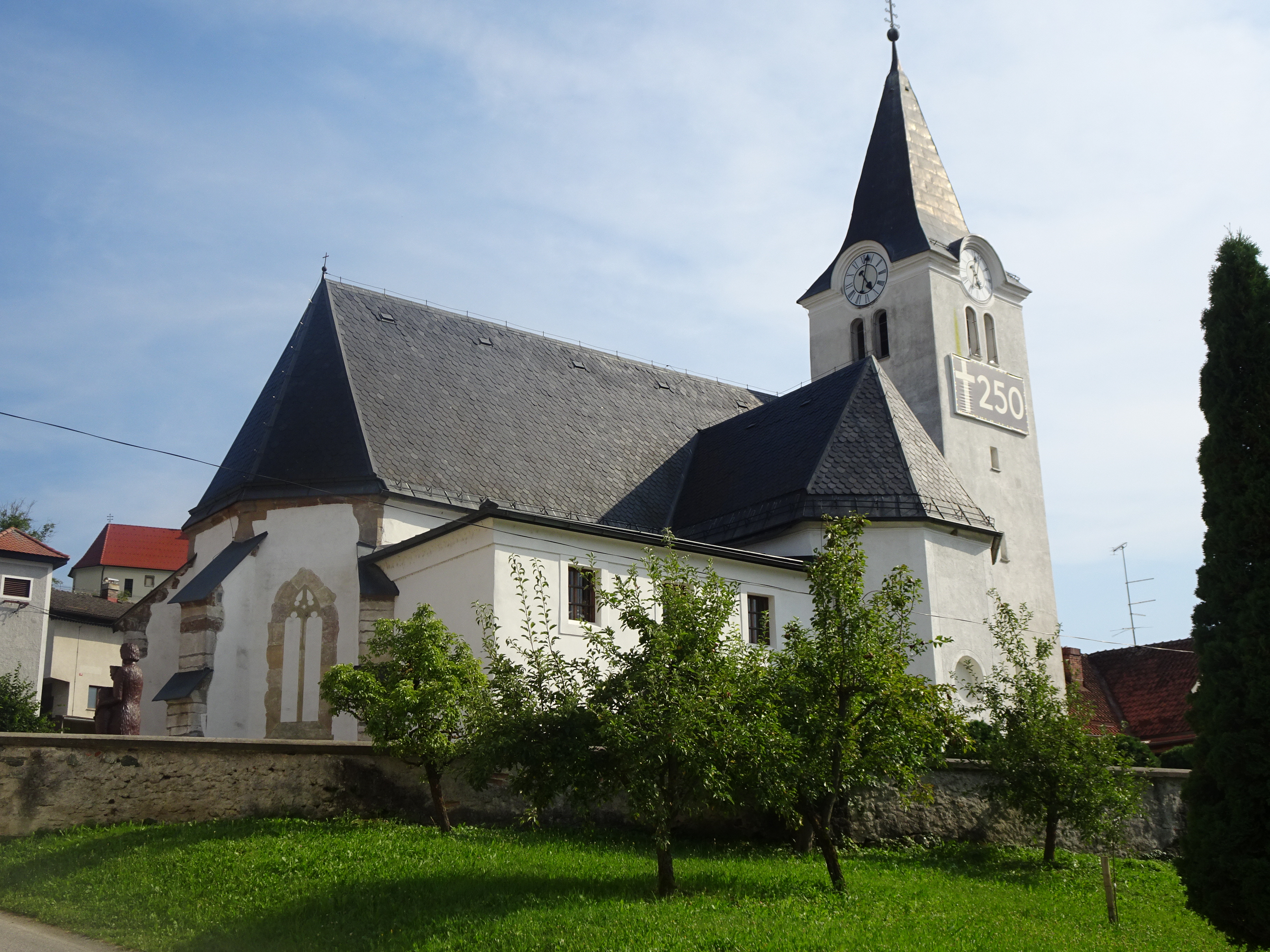
聖安德魯教堂
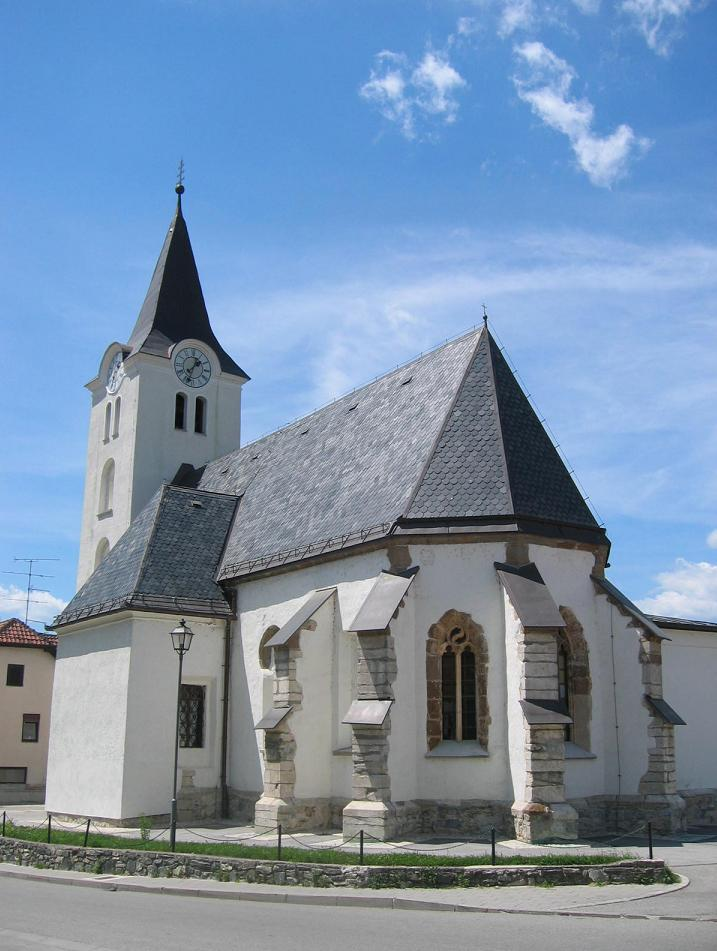
聖安德魯教堂
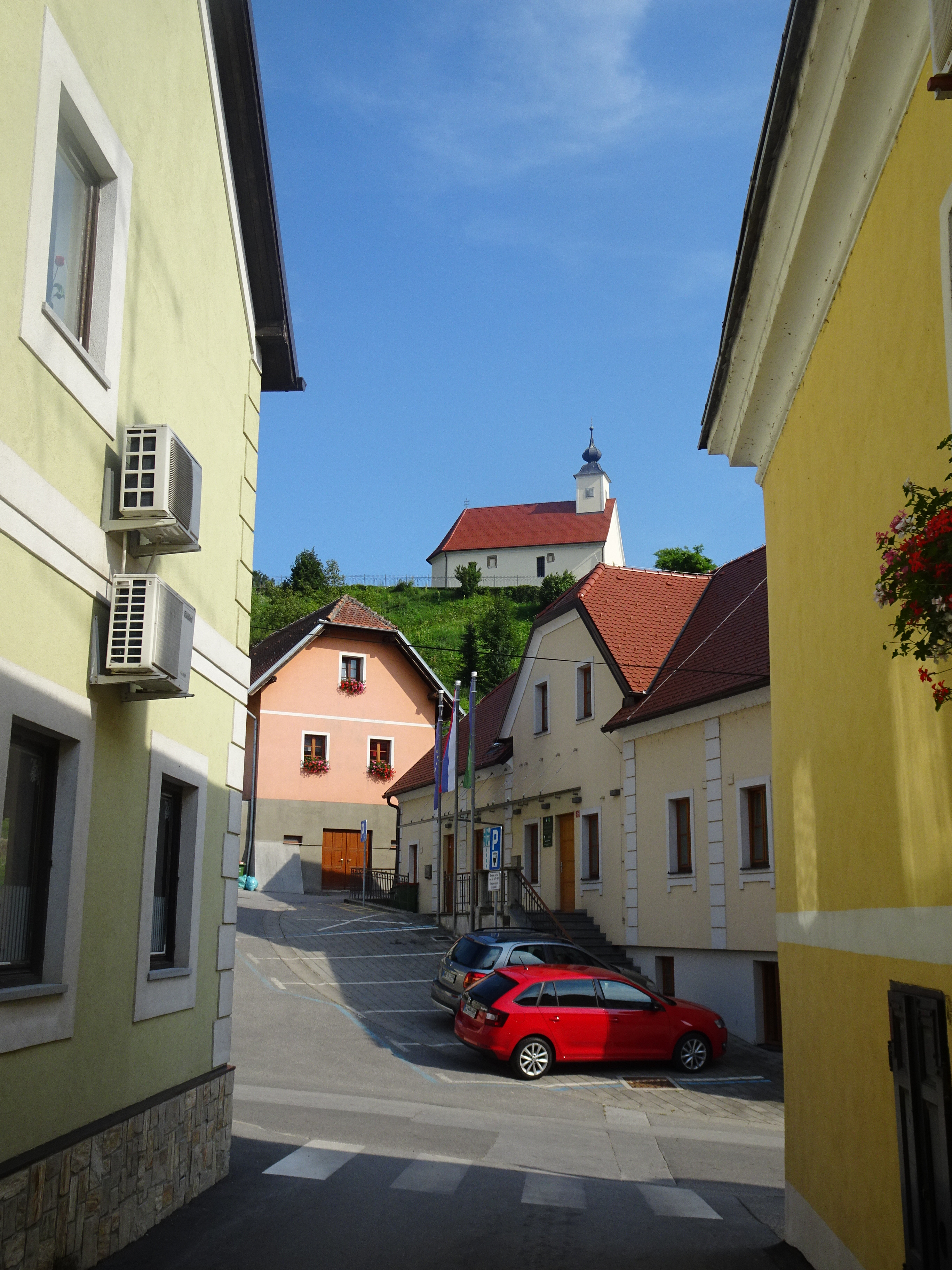
區政府和聖萊納特教堂（山上）的景色

## 外部連結
- 维基共享资源上的相關多媒體資源：馬科萊
- Makole at Geopedia （页面存档备份，存于）